# 齊亞·拉赫曼
齊亞·拉赫曼（羅馬化：Ji-yaur Rôhman；1936年1月19日—1981年5月30日），孟加拉国前總統，孟加拉国民族主義黨領袖。
1975年齐亚·拉赫曼成為陆军参谋长。谢赫·穆吉布·拉赫曼遇刺身亡後，1977年他出任總統，任內強化軍方對國家的軍事控制及管治，努力維持國家的穩定。

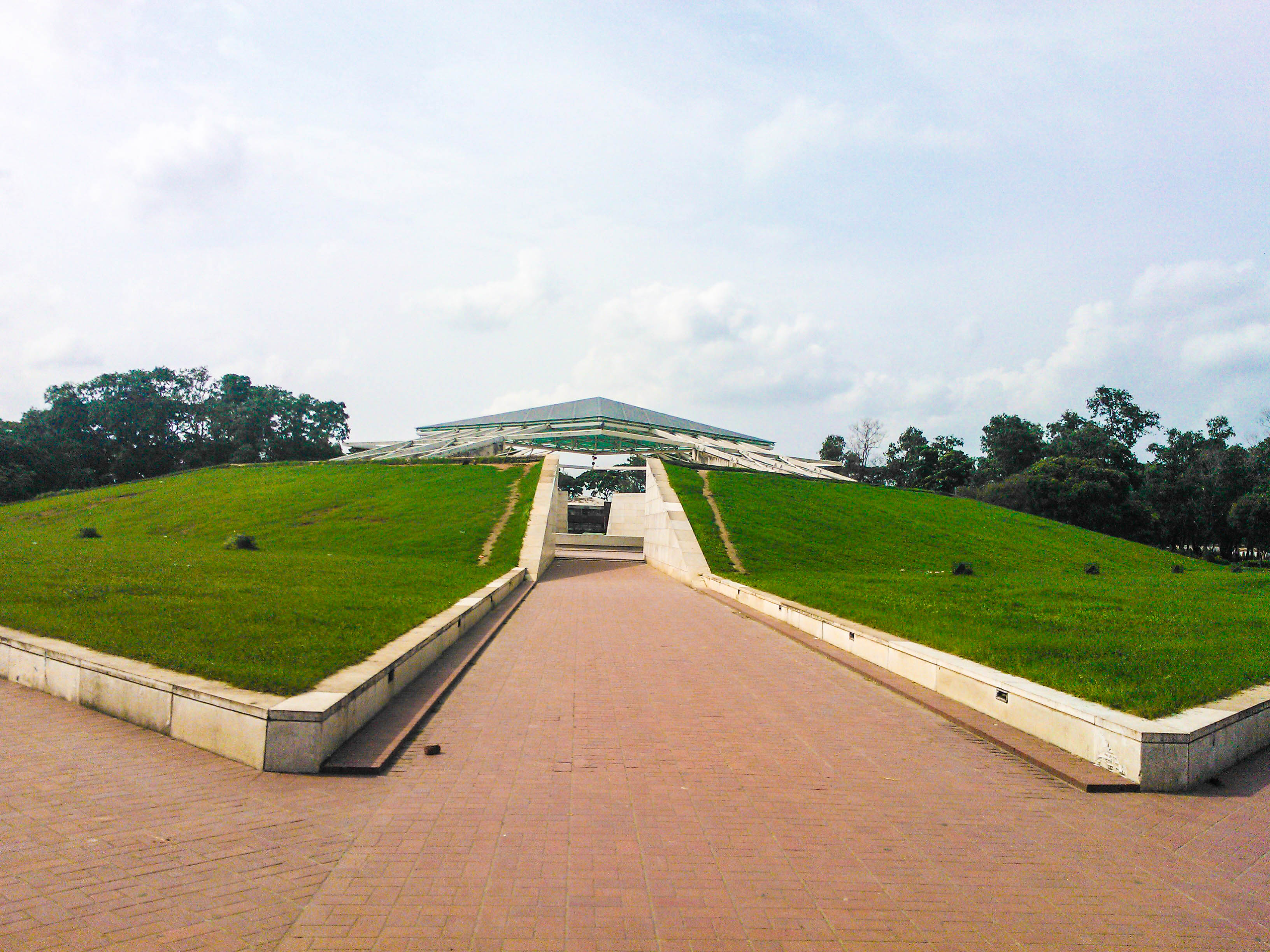
月光公園的齊亞·拉赫曼陵墓

1981年民族主義黨領袖、齐亚·拉赫曼总统在吉大港遇刺身亡，阿卜杜勒·萨塔爾出任代总统。這為陆军参谋长侯艾尔沙德發動軍事政變实行军法統治埋下伏線。
其妻卡莉達·齊亞在他遇刺身亡後接任成為民族主義黨領袖，1991年－1996年，2001年－2006年兩度出任孟加拉國總理。

## 参看
- 谢赫·穆吉布·拉赫曼
- 卡莉達·齊亞